# My Conception
My Conception è un album del pianista statunitense Sonny Clark, pubblicato dalla Blue Note Records nel 1960.
Il disco fu registrato negli studi di Rudy Van Gelder di Hackensack nel New Jersey.

## Tracce
Lato A
1. Junka – 7:30 (Sonny Clark) – Registrato 29 marzo del 1959
2. Blues Blue – 7:18 (Sonny Clark) – Registrato 29 marzo del 1959
3. Minor Meeting – 6:46 (Sonny Clark) – Registrato 29 marzo del 1959

Lato B
1. Royal Flush – 7:00 (Sonny Clark) – Registrato 29 marzo del 1959
2. Some Clark Bars – 6:18 (Sonny Clark) – Registrato 29 marzo del 1959
3. My Conception – 4:44 (Sonny Clark) – Registrato 29 marzo del 1959

CD del 2000, pubblicato dalla Blue Note Records
1. Junka – 7:27 (Sonny Clark)
2. Blues Blue – 7:14 (Sonny Clark)
3. Minor Meeting – 6:44 (Sonny Clark) – Bonus track-second version
4. Royal Flush – 6:58 (Sonny Clark) – Bonus track-second version
5. Some Clark Bars – 6:16 (Sonny Clark)
6. My Conception – 4:43 (Sonny Clark) – Bonus track-first version
7. Minor Meeting – 6:51 (Sonny Clark)
8. Eastern Incident – 8:12 (Sonny Clark) – Bonus track
9. Little Sonny – 6:32 (Sonny Clark) – Bonus track.

  - Brani numero 7, 8 & 9 registrati l'8 dicembre 1957 al "Van Gelder Studio" in Hackensack, N.J.

## Musicisti
Sonny Clark Quintet
Brani : (LP A1, A2, A3, B1, B2 & B3)
- Sonny Clark - pianoforte
- Donald Byrd - tromba
- Hank Mobley - sassofono tenore
- Paul Chambers - contrabbasso
- Art Blakey - batteria

Sonny Clark Quintet
Brani (CD : 7, 8 & 9)
- Sonny Clark - pianoforte
- Clifford Jordan - sassofono tenore
- Kenny Burrell - chitarra
- Paul Chambers - contrabbasso
- Pete LaRoca - batteria